# Céramic Hôtel
El Céramic Hôtel es un hotel construido en 1904, situado en el distrito VIII de París, en el 34 de la Avenue de Wagram, representativo del estilo modernista.

## Descripción
Su estructura es de hormigón armado. Su fachada es de estilo modernista, y está recubierta en sus tres primeras plantas con gres flameado (de donde procede el nombre del hotel).

## Historia
Fue construido en 1904 por el arquitecto Jules Lavirotte. Las cerámicas fueron realizadas por el ceramista Alexandre Bigot y las esculturas por Camille Alaphilippe. Fue premiado en la edición de 1905 del Concurso de Fachadas de la Villa de París. Su fachada y la cubierta hacia la calle fueron inscritos como monumento histórico de Francia en 1964.